# Шинай
Шинай е тренировъчно оръжие, използвано като меч в кендо и други източни бойни изкуства.
Вариантите в други бойни изкуства могат да са с различна форма или наименование. Обикновено е направен от бамбук, но в днешни времена се използват и варианти от въглеродни влакна.